# Grenze zwischen Andorra und Frankreich

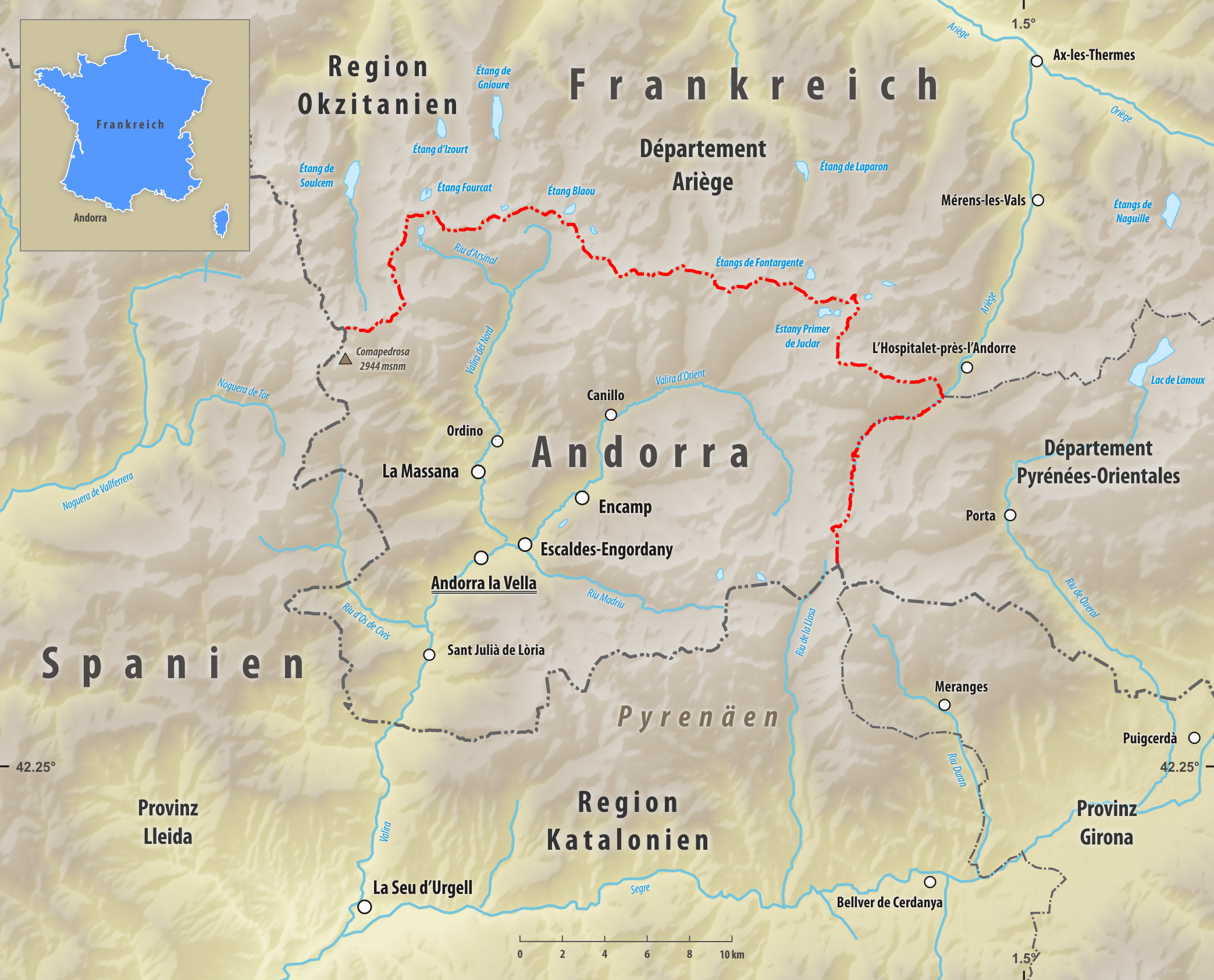
Grenzverlauf Frankreich-Andorra

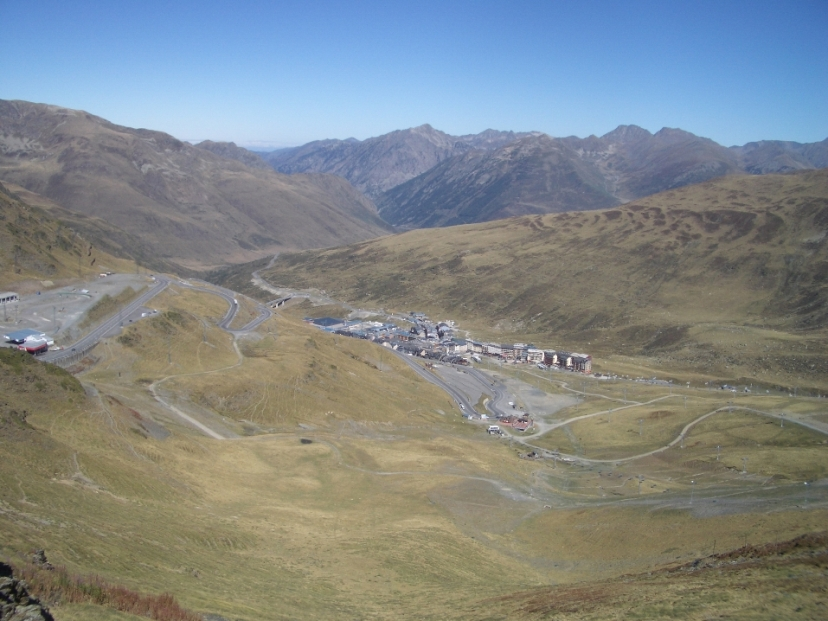
Pas de la Casa

Die Grenze zwischen Frankreich und Andorra hat eine Länge von 55 Kilometern.

## Verlauf
Im Westen beginnt die Grenzlinie am Dreiländereck Andorra – Spanien – Frankreich auf dem Pic de Médécourbe (2914 m). Sie verläuft dann in generell nördlicher Richtung der Wasserscheide zwischen der Valira und dem Vicdessos folgend zum Pic de Tristagne (2878 m), biegt dort nach Osten ab und verläuft auf der Wasserscheide zum Siguers über den Pic du Port zum Pass Port de Siguer und weiter am Pic du Thoumasset westlich vorbei, jetzt auf der Wasserscheide zum Ouioulès zum Pass Port de Bagnels (2527 m). Der Grenzverlauf führt zum Pic de Serrère (2912 m) und weiter zum Pic de la Portaneille (2755 m). Von dort verläuft die Grenze auf der Wasserscheide zum Aston über den Pass Port de Fontargente (2262 m) zum Col de l'Albe (2539 m). An diesem knickt sie scharf nach Süden ab und verläuft weiter zum Pic de la Cabaneta (2847 m). Von dort verläuft sie nach Osten, bis sie den Fluss Ariège erreicht. Diesem folgt sie flussaufwärts über Pas de la Casa (Grenzübergang; einziger Ort Andorras nördlich des Pyrenäenhauptkamms) und steigt dann zum Pic Nègre d'Envalira (2825 m) hinauf. Von dort verläuft sie nach Süden bis zum Pass Portella Blanca (2515 m) mit dem östlichen Dreiländereck mit Spanien.

## Gemeinden an der Staatsgrenze (von West nach Ost)
| A N D O R R A | A N D O R R A               |                 | F R A N K R E I C H | F R A N K R E I C H | F R A N K R E I C H |
| Gemeinde      | Grenz- übertritt            |                 | Grenz- übertritt    | Gemeinde            | Département         |
| ------------- | --------------------------- | --------------- | ------------------- | ------------------- | ------------------- |
| Spanien       |                             |                 |                     |                     |                     |
| La Massana    |                             | P y r e n ä e n |                     | Auzat               | Ariège              |
| Ordino        |                             | P y r e n ä e n |                     | Auzat               | Ariège              |
|               | Lercoul                     | P y r e n ä e n |                     |                     | Ariège              |
|               | Siguer                      | P y r e n ä e n |                     |                     | Ariège              |
|               | Gestiès                     | P y r e n ä e n |                     |                     | Ariège              |
|               | Aston                       | P y r e n ä e n |                     |                     | Ariège              |
| Canillo       |                             | P y r e n ä e n |                     |                     | Ariège              |
|               | Mérens-les-Vals             | P y r e n ä e n |                     |                     | Ariège              |
|               | L’Hospitalet-près-l’Andorre | P y r e n ä e n |                     |                     | Ariège              |
|               | Porté-Puymorens             | P y r e n ä e n | Pyrénées-Orientales |                     |                     |
|               | Porta                       | P y r e n ä e n | Pyrénées-Orientales |                     |                     |
| Spanien       |                             |                 |                     |                     |                     |